# Ernest Tyssandier d'Escous
Ernest Tyssandier d'Escous né à Salers le 21 décembre 1813 et mort dans la même ville le 18 janvier 1889 est un agronome, un éleveur et un homme politique français.
Il fut à la suite de Louis-Furcy Grognier, le restaurateur de la race bovine de Salers qui tombait dans la décadence et l'oubli. « Grâce à lui, les vaches rouges qui font la fierté du Cantal ont atteint leur niveau de beauté et leurs exceptionnelles qualités ».

## Biographie
Gabriel, Pierre, Marie-de-Lorette, Ernest, Philogone Tyssandier d'Escous est le fils aîné de Jean-Marie Tyssandier d'Escous, maire de Salers, et d'Iphigénie de Léotoing d'Anjony, fille de Claude-Louis de Léotoing (1750-1821), seigneur d'Anjony et de Bellestat, et de Catherine de Méallet de Fargues. De son mariage avec Marguerite Louise Charlotte de Pollalion de Glavenas, fille de Louis-Hercule de Pollalion, chasseur à cheval, et de Jeanne-Émilie de Sales du Doux (à Yolet), il eut six enfants.
Par sa femme, Ernest Tyssandier d'Escous est l'oncle de Louis-Félix de La Salle de Rochemaure (connu plus tard comme duc de La Salle de Rochemaure (titre pontifical en 1899), qui reconstruira dans le style troubadour le château de Clavières-Ayrens, contribuera à la fondation de La Veillée d'Auvergne et à la sauvegarde du dialecte carladézien.

### Origine familiale
La famille Tyssandier est une ancienne famille subsistante de Haute-Auvergne dont le nom veut dire Tisserand. Elle est originaire du bailliage d'Apchon d'où elle s'est transposée à la fin du XVIe siècle à Salers lorsqu'y a été transféré le Bailliage des Montagnes d'Auvergne. « Le premier auteur connu Gabriel Tyssandier ou plutôt Teyssandier, notarius ville Apchonii, était possessionné en 1512, au lieu de La Croze, paroisse de Collandres (Terrier d'Apchon suscité). On trouve après lui au village voisin de Peuvendrier (Puy Vendrier),  Antoine Tyssandier, juge ordinaire d'Apchon, et Jacques Tyssandier époux de Michelle de Cheyvialle, lieutenant particulier du Vaulmier.  Leur fils Antoine épousa le 9 février 1651 Jeanne Deflisque, fille de Jacques, coseigneur de La Garde, et de Gabrielle de La Broha, suivant contrat passé devant Garinot, notaire, de ce mariage vint Jean Tyssandier seigneur de Chaylus et de Puy-Vendrier, vivant en 1678 (Archives du Puy-de-Dôme, Fonds Ribier-Sartiges, liasse 14). C'est de cette souche que sont sortis les Tyssandier d'Escoutz qui émigrèrent du bailliage d'Apchon à celui de Salers ,».
L'ancien fief d'Escouts a été apporté à la famille Tyssandier par le mariage en 1703 à Saint-Bonnet-de-Salers de François Tyssandier, lieutenant particulier civil et criminel au bailliage de Salers et de Jeanne-Louise de Landrodie, dame d'Escous, petite-fille de Jean de Landrodie, seigneur de Malpertuis et gentilhomme du prince de Condé, et de Jeanne de Saint-Julien, dame d'Escouts en 1601. La famille Tyssandier posséda aussi le fief de La Croze et, après 1781, celui de Leybros à Saint-Bonnet-de-Salers. Elle possédait non loin d'Escous, un petit château à Roche-Soutro. Elle éleva sur ses propriétés des chevaux de guerre et de trait. 
Malgré un nom d'apparence nobiliaire (elle a ajouté le nom de la terre d'Escous  au XVIIIe siècle à son nom), la famille Tyssandier d'Escous n'a pas de principe de noblesse connu.
L'ouvrage Le Nécrologe universel du XIXe siècle (1845) mentionne pour Jean-Marie Tyssandier d'Escous, maire de Salers (mort en 1845) les armes suivantes : « Parti d'azur aux deux croix d'argent et à la massue de même et de gueules aux trois étoiles d'argent et au lion de même, l'écu timbré de la couronne de comte » et précise que cette famille compte dans les familles qui seraient actuellement dans l'impossibilité de produire des titres authentiques prouvant leur noblesse. Le Nécrologe mentionne que « la famille a conservé un reçu du commis à la recette du droit d'enregistrement des armoiries qui constate qu'en 1697, les armoiries du sieur Tyssandier d'Escous ont été déposées à l'Armorial général de France ». On y retrouve effectivement leur aïeul Antoine Tissandier, conseiller du roi, lieutenant particulier au bailliage de Salers, mais il portait de toutes autres armes : « De sinople a une tête de lion arrachée au naturel, ».

### Engagement politique
Ses études furent théologiques, agricoles et fondées sur l'histoire naturelle.
Légitimiste fidèle, Ernest Tyssandier d'Escous fut le représentant de la ville de Salers et son arrondissement auprès du roi Louis XVIII, ainsi que membre du conseil général du département du Cantal.
En 1848, il remplace son père au Conseil général et devient maire de Saint-Bonnet-de-Salers, mandats qu'il conservera pendant 20 ans.
Louis de Ribier rapporte que le 7 octobre 1852, Léopold Bourlon de Rouvre, alors préfet du Cantal avait rédigé cette note : « Propriétaire jouissant d'un revenu de 8 000 francs. Famille très honorable et ancienne, appartenant à la petite noblesse du Cantal. Sans éducation, sans instruction, a de l'esprit naturel et de l'autorité. Caractère très léger, n'a pas de tenue et possède des habitudes d'ivrognerie déplorables. Légitimiste, m'a cependant prêté un concours dévoué depuis le 2 décembre 1851. Sans influence, excepté dans la ville de Salers. Très déconsidéré dans le département, peu estimé de ses collègues. L'administration n'est pas intervenue dans cette élection. M. Tissandier ne pouvait avoir pour concurrent qu'un orléaniste déclaré et j'ai cru devoir conserver la neutralité en faveur d'un homme, peu honorable sans doute, mais qui s'était montré dévoué depuis huit ans ».

## L'amélioration de la vache rouge de Haute-Auvergne

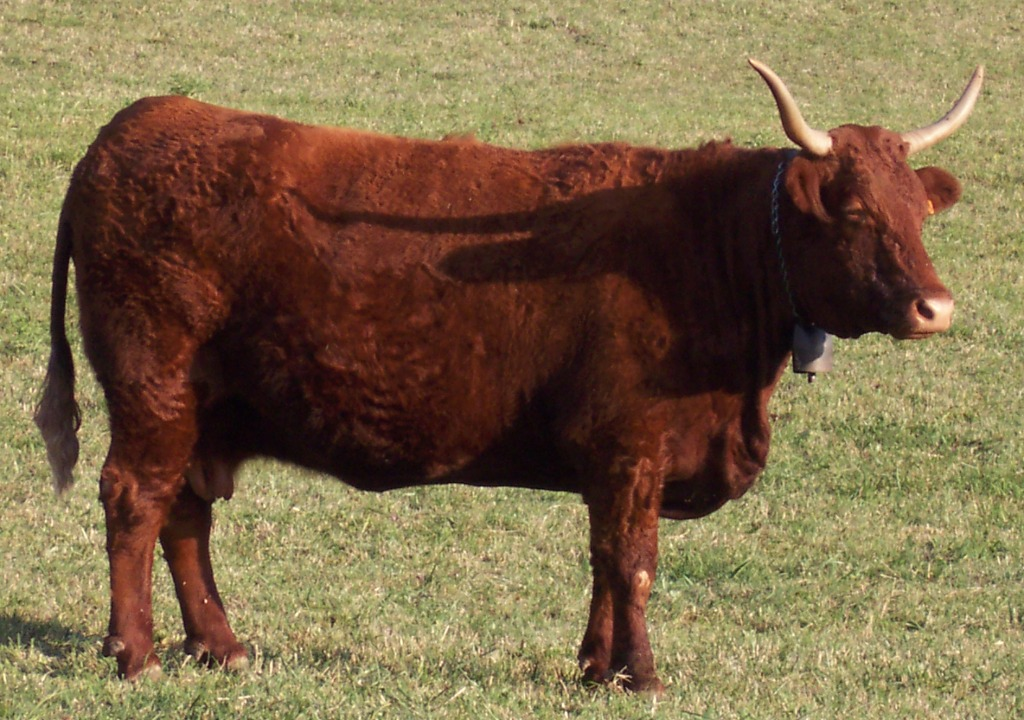
Une vache de Salers.

Tyssandier d'Escous est considéré comme le rénovateur ou le restaurateur de la race Salers, même si son action s'inscrit dans la très longue histoire depuis la domestication de l'auroch.
Le cheval fut sa première passion : écuyer consommé, il était connu pour les courses folles qu'il fera jusqu'à la fin de sa vie. Il cherche à améliorer l'espèce qu'il élève en introduisant du sang arabe.
La ténacité de Tyssandier et sa très bonne connaissance de toutes les familles locales, firent le succès de son entreprise. Il possédait l'art de plaire, le don de la parole, le sens de l'organisation et une humeur facile et gaie qu'il répandait au milieu des bons repas qui se faisaient si souvent en Auvergne. Il était un vulgarisateur.
Passionné d'élevage, il s'arrêtait dans chaque étable, et il achetait ou signalait les sujets de la race bovine locale qui lui paraissaient les plus propres à servir de reproducteurs.
Alors qu'il est maire de Saint-Bonnet-de-Salers, il étudie les systèmes d'élevage de la Nièvre, en particulier les méthodes de sélection de la race Charolaise, afin d'obtenir des animaux un engraissement facile et précoce. 
En 1845, il commença les prairies artificielles et prit la tête du comice agricole puis il ensemence 9 hectares en pommes de terre à Escous. Il introduit la charrue à versoir.
Le milieu du XIXe siècle est une grande époque pour l'amélioration des races françaises d'animaux ; c'est l'apparition des méthodes de sélection anglaises, avec un vaste échange d'idées entre les propriétaires avertis.
La première description des canons de la race bovine de Haute-Auvergne a été faite en 1831 par l'agronome Louis-Furcy Grognier, directeur de l'école vétérinaire de Lyon et frère d'un autre Louis-Furcy Grognier, maire d'Aurillac.
Dès 1840, il fréquenta les grands concours de Paris et de Province; il exposait aussi des sujets locaux qu'il faisait classer comme appartenant à une famille bien distincte de la race ferrandaise, la « vache rouge de Haute-Auvergne ».
Bien adaptée au relief et au climat de Montagne, c'est surtout une race qui était réputée pour ses qualités de travail ; elle permettait en effet d'atteler les femelles aussi bien pour les travaux de charrois que de labour.
Deux tendances s'opposaient alors pour améliorer la race bovine de Haute-Auvergne, représentées par Tyssandier et par Grognier : le métissage et la consanguinité. La ferme-école du château de Saint-Angheau à Riom-ès-Montagnes  (Cantal) tente des croisements avec les races anglaises de Devon, Durham et West Highland, mais les qualités obtenues sont instables et les sujets produits meurent de phtisie.
Vers les années 1850, Tyssandier d'Escous est devenu un farouche adversaire de l'amélioration par le métissage, il préconise au contraire la méthode anglaise, la sélection par l'accouplement des meilleurs sujets entre eux. Comme Grognier, il propose aussi l'amélioration de l'alimentation et de l'hygiène. Il persuade les autres éleveurs que seule la sélection peut améliorer la race de vache locale. Il mène des campagnes pour l'élimination des sujets non conformes aux critères établis.
C'est en 1852 qu'est adoptée officiellement la dénomination « race de Salers  », à la place de celui de race de Haute-Auvergne, et il crée un concours pour les animaux mâles reproducteurs de race Salers pure.
Mettant en pratique ses théories sur son domaine d'Escous et ceux de ses voisins des environs de Salers, il réussit à donner un grand renom aux animaux provenant du canton de Salers. En 1856, des bovins décrochent des médailles d'or au concours de Cahors. À partir de 1858, des acheteurs viennent du Périgord, des Charentes et du Poitou pour acheter des vaches à Monsieur Tyssandier. Le prix des animaux augmenta brusquement de 1857 à 1864.
Sous sa direction, le Comice agricole de Salers prend un essor considérable, avec plus de 100 membres en le 17 août 1853, date où il met en place le premier concours départemental de la race cantalienne. À partir de 1860, la race Salers aura droit à son concours spécial, devenant une catégorie distincte.
En 1868, Tyssandier vend sa ferme d'Escous et se retire dans sa propriété de Salers.
Il meurt à Salers le 18 janvier 1889.

## Distinctions
Par arrêté du ministre de l'agriculture en date du 6 juin 1884, il est décoré de l'ordre du Mérite agricole à l'occasion du concours de la race de Salers à Mauriac.

## Hommages et postérité
Sur proposition de Jules Sérieys, instituteur de Saint-Bonnet-de-Salers, la Ville de Salers a inauguré en 1897 un monument commémoratif dont le buste en bronze à son effigie a été réalisé par Jean-Baptiste Antoine Champeil (1866-1913), situé sur la plus grande place de la ville, devenue place Tyssandier d'Escous. En 1943, pour échapper à la campagne de récupération de métaux non ferreux lancée par le régime de Vichy, après l'invasion de la Zone libre, le buste fut retiré de son piédestal dans la nuit du 14 décembre avec ce message : « Je reviendrai quand les Boches seront partis ».